# Sarcinodes trilineata
Sarcinodes trilineata är en fjärilsart som beskrevs av Walker 1866. Sarcinodes trilineata ingår i släktet Sarcinodes och familjen mätare. Inga underarter finns listade.